# Christy Carlson Romano
Christy Carlson Romano, född 20 mars 1984 i Milford i Connecticut, är en amerikansk artist och skådespelare.

## Biografi
Christy Carlson Romano gjorde sin Broadwaydebut 1997 i musikalen Parade som skapades av Jason Robert Brown. Hon spelade rollen som Mary Phagan. År 2000 medverkade hon i Disneys TV-serie Even Stevens. Hon medverkade i serien tills den slutade år 2003. År 2002 började hon med att göra rösten i Disneys populära TV-serie Kim Possible. Då fick hon ett pris för ett enastående jobb i rollen som Kim. 
Samma år medverkade hon i filmen Kadett Kelly där hon spelade mot Hilary Duff. Hon fick också ett pris för ung skådespelare i TV-serien Even Stevens. Hon har hittills släppt ett album med titeln Greatest Disney TV & Film Hits som kom 2004. Hon är också den yngsta som har spelat Belle i musikalen Skönheten och odjuret på Broadway.

## Filmografi (i urval)

### Filmer
- 1996 – Alla säger I Love You
- 1997 – Henry Fool
- 2002 – Kadett Kelly
- 2003 – The Even Stevens Movie
- 2003 – Kim Possible: Tidsapan (röst)
- 2005 – Kim Possible: Drypande Dramatiskt (röst)
- 2005 – Final Fantasy VII: Advent Children (röst)
- 2006 – Kärlek på hal is: Jakten på guldet
- 2010 – Mirrors 2
- 2015 – The Girl in the Photographs
- 2019 – Kim Possible

### TV-serier
- 1999 – Guiding Light (TV-serie)
- 2000–2003 – Even Stevens (TV-serie)
- 2002–2007 – Kim Possible (TV-serie) (röst)
- 2004 – Mellan himmel och jord (TV-serie)
- 2005 – Summerland (TV-serie)
- 2005 – Lilo & Stitch (TV-serie) (röst)
- 2006 – Family Guy (TV-serie) (röst)
- 2009 – Hawthorne (TV-serie)
- 2010 – Pingvinerna från Madagaskar (TV-serie) (röst)
- 2018 – Big Hero 6 – TV-serien (TV-serie) (röst)